# Christine Hà
Christine Hà (sinh ngày 9 tháng 5 năm 1979), tên tiếng Việt là Hà Huyền Trân, là một nữ đầu bếp, diễn giả và tác giả người Mỹ gốc Việt. Cô trở thành người khiếm thị đầu tiên giành giải quán quân của mùa thứ ba trong cuộc thi truyền hình thực tế Vua đầu bếp.

## Tiểu sử
Cha mẹ của Christine là người Việt di dân từ Sài Gòn sang Mỹ vào năm 1975 khi chế độ Việt Nam Cộng hòa sụp đổ, lúc nhỏ sống tại Lakewood, California và Long Beach trước khi định cư tại thành phố Houston, Texas. Christine Hà tốt nghiệp ngành tài chính và quản lý hệ thống thông tin của Đại học Texas tại Austin năm 2001, nhưng không thể đi làm vì thị lực yếu, sau đó cô theo học Cao học về Tiểu thuyết tại Đại học Houston. Christine Hà bắt đầu yếu thị lực từ năm 1999, lúc 19 tuổi và gần như mù hẳn từ năm 2007, do bệnh viêm tủy thị thần kinh.
Gần đây cô nhận được giải thưởng biên tập thơ từ Review ScissorTale và lọt vào chung kết trong cuộc thi 2010: Creative Nonfiction MFA Program-Off. Hiện nay, Christine Ha cũng là biên tập viên tiểu thuyết cho Gulf Coast - một tạp chí văn học và nghệ thuật Mỹ - và làm việc cho các tạp chí Fire Point, The ScissorTale Review, và Pank.

## Cuộc thi vua đầu bếp MasterChef 2012
Cô cho biết mẹ cô chính là niềm cảm hứng nấu ăn của cô, bà mất từ khi cô 14 tuổi, cô có thể nấu nếu chuẩn bị sẵn, biết trước dụng cụ nấu ăn hay vật liệu để đâu và dùng tai để biết thức ăn đã chín chưa qua việc lắng tai nghe tiếng nước sôi hoặc tiếng chiên hành tỏi cũng như dùng vị giác và khứu giác.
Cuộc thi vua đầu bếp MasterChef có số thí sinh dự tuyển là ba mươi ngàn người và chỉ có một trăm người được chọn vào vòng chung kết tại thành phố Los Angeles, California, và Christine Hà đã vượt qua mười chín tập (kéo dài từ ngày 4 tháng 6 đến ngày 10 tháng 9 năm 2012) để đi tiếp.
Dù chỉ là đầu bếp tại gia và khi tham gia chương trình Vua Đầu bếp, đơn giản là vì cô chỉ muốn chứng tỏ mình có thể làm một điều gì đó như một người bình thường: "Tôi muốn chứng minh rằng con người thực sự có thể theo đuổi những giấc mơ nếu đặt cả trái tim và tâm trí của mình vào nó" và cảm thấy ngạc nhiên khi được miêu tả trong các phương tiện truyền thông như là một dạng "siêu anh hùng". Trong 19 tập đã được phát sóng của cuộc thi, Christine Hà đã 6 lần là người giành chiến thắng ở cả thử thách cá nhân lẫn đồng đội, 3 lần nằm trong top 3 thí sinh xuất sắc nhất tập, nhưng cũng đã có 2 lần rơi vào nhóm nguy hiểm.
Giải thưởng cho Christine Ha khi đoạt giải quán quân là 250.000 đô la Mỹ và hợp đồng xuất bản sách nấu ăn của chính mình. Những món ăn của cô trong các vòng thi món tự chọn, đơn giản nhưng mang đậm hương vị Việt Nam và châu Á như: cá kho tộ, gỏi đu đủ Thái, cơm tấm sườn, sò điệp xào, kem dừa,... với những gia vị đặc thù Việt Nam như nước mắm,.... và được khen ngợi về độ cân bằng dinh dưỡng và thực hiện rất hoàn hảo. Giám khảo của cuộc thi, đầu bếp danh tiếng Gordon Ramsay, nói cô Christine đã biết tận dụng thế mạnh nguồn gốc Việt Nam của mình. Khi thắng giải ngày 10 tháng 9 năm 2012, Christine xúc động chia sẻ: 
| “ | "Tôi không thể tin rằng mình đã chiến thắng. Với tôi, được tham dự Master Chef đã là một trải nghiệm đáng nhớ nhất trong đời. Bằng tất cả nghị lực, tôi đã cố gắng vượt qua những trở ngại để đi lên và may mắn vượt qua những đầu bếp tuyệt vời nhất nước Mỹ. Tôi đang đứng ở đây với chiến thắng trong tay như một minh chứng rằng mọi giấc mơ đều có thể trở thành hiện thực". | ” |

## Các chương trình đã tham gia

### Vua Đầu Bếp Việt Nam 2013 – 2014
Vua Đầu Bếp Việt Nam 2013: Chương trình "Vua đầu bếp – MasterChef Việt Nam 2014" đã mời Christine Ha đến Việt Nam và tham gia vào chương trình ngay mùa đầu tiên. Cô đã xuất hiện trong sự kiện "Trải nghiệm MasterChef Việt Nam và thưởng thức 100 món ngon Việt Nam cùng Christine Ha và các đầu bếp Knorr" được tổ chức vào ngày 21/2 vừa qua.
Vua Đầu Bếp Việt Nam 2014: Trong chặng đua giành lấy chiếc vé vào vòng bán kết MasterChef Vietnam mùa thứ hai – năm 2014, 4 nữ đầu bếp tại gia xuất sắc nhất là Khánh Phương, Thu Thủy, Minh Nhật và Lê Chi với cá tính và sở trường riêng đã mang đến một mở màn đầy hào hứng cho thử thách đồng đội cuối cùng tại gian bếp của chương trình này. Ở vòng thi này, Top 4 đã vô cùng bất ngờ và phấn khích khi lần đầu được diện kiến Christine Ha, một biểu tượng của nghị lực, tài năng và niềm đam mê của Vua đầu bếp Mỹ, người mang đến một thực đơn với những món ăn cao cấp và đẹp mắt để thử thách các thí sinh: súp rau lạnh, cừu nướng và đậu cô ve và cuối cùng là món bánh mì nướng sốt kem (bread pudding). 

### Vua Đầu Bếp Việt Nam 2015
Vào năm 2015, Christine Ha đảm nhận vị trí giám khảo chính thức của Vua đầu bếp Việt Nam 2015, biến cô trở thành thí sinh và quán quân đầu tiên trên thế giới trở thành giám khảo. Vua Đầu Bếp trên khắp thế giới (tính đến thời điểm này) chỉ có 5 giám khảo chính là nữ, và Christine Ha là một trong số đó. Những người còn lại là Phan Tôn Tịnh Hải, Kim Oanh của Vua Đầu Bếp Việt Nam, Christina Tosi của Vua Đầu Bếp Mỹ và Michal Ansky của Vua Đầu Bếp Israel.